# Cyardium malaccense
Cyardium malaccense es una especie de escarabajo longicornio del género Cyardium, tribu, Pteropliini, subfamilia, Lamiinae. Fue descrita por Breuning en 1968.

## Descripción
Mide 16 mm de longitud.

## Distribución
Se distribuye por Asia: Malasia.